# Cercopithecus solatus
El cercopiteco de Gabón (Cercopithecus solatus) es una especie de primate catarrino perteneciente a la familia Cercopithecidae. Es un animal semiterrestre que habita en un área montañosa de selva húmeda en Gabón. La especie fue descubierta en 1984, por ello se conoce poco de ella. Es un frugívoro que pesa entre cuatro a nueve kilogramos. Forman grupos de un macho adulto y algunas hembras y jóvenes.
Para mantener al grupo unido en las selvas donde llega poca luz solar, el macho dominante mantiene su llamativa cola naranja erguida y así los otros miembros del grupo lo siguen.